# Entrelobos
Entrelobos és una pel·lícula espanyola dramàtica i d'aventures de 2010 escrita i dirigida per Gerardo Olivares. Està basada en la història real de Marcos Rodríguez Pantoja, un nen que durant l'època de la postguerra va viure en plena naturalesa i envoltat de llops.
Juntament amb les dues pel·lícules següents d'Olivares, Hermanos del viento (2015) i El faro de las orcas (2016), Entrelobos forma una trilogia en la qual el fil conductor és la relació home-animal.

## Sinopsi
Marcos, de 7 anys i el seu germà gran, són pastors per ajudar els seus pares, segadors d'un propietari benestant a la Sierra Morena. Un atac de llops provoca la mort de cinc cabres. Ja molt endeutat, el pare de Marcos tem ser expulsat de la seva feina i casa seva, soluciona el problema donant-li el seu fill petit al cap. Aquest últim l'envia com a ajudant de pastor a una part molt remota de la muntanya on Atanasio, un pastor solitari que viu en una cova, té cura d'un ramat.
Atanasio ensenya Marcos a caçar, a curar plantes, a tractar-se amb els llops que ocupen la muntanya, que també és el refugi dels maquis buscats per la guàrdia civil. Però un dia, el vell pastor mor i Marcos es troba sol. Sobreviu el millor que pot i domestica el grup de llops.
Els homes del propietari hi van cercant els rebels, però no hi troben ningú perquè Marcos s'amaga, i s'emporten el ramat. A continuació, Marcos va passar molts anys allunyat dels altres homes i es va convertir en un jove que vivia com un home del bosc. Finalment va ser capturat pels homes del propietari i acusat de protegir els rebels.

## Repartiment
- Juan José Ballesta: Marcos als 20 anys
- Manuel Camacho: Marcos al 7 anys
- Sancho Gracia: Atanasio
- Carlos Bardem: Ceferino
- Vicente Romero: Hocicotocino
- Àlex Brendemühl: Balila
- Eduardo Gómez Manzano: Caragorda
- Luisa Martín: Isabel
- Antonio Dechent: Sergent
- Francisco Conde: Manuel

## Producció
Va haver-hi dificultats per a dur a terme el rodatge degut al temporal que va assotar al Parc Natural de Cardeña-Montoro, on es van realitzar la majoria dels exteriors. El rodatge va començar en la primavera de 2009, i va durar fins a maig de 2010.
Durant els mesos d'abril i juny de 2009, es van realitzar els processos selectius per a triar als personatges de Marcos i el seu germà quan són petits. Després de presentar-se 206 nens, els triats han estat per al primer Manuel Camacho de 8 anys i natural de Villanueva de Córdoba i per al seu germà, un nen de 12 anys natural d'Añora.
El mateix Marcos Rodríguez Pantoja apareix al final de la pel·lícula.

## Nominacions i premis
La pel·lícula va rebre un premi especial als XX Premis Turia i el premi Unión de Actores al millor actor revelació pel nen Manuel Camacho. També fou nominada com a millor pel·lícula als Premis Cinematogràfics José María Forqué de 2011 i Manuel Camacho també fou nominat al Goya al millor actor revelació.